# Округ Вашингтон (Џорџија)
Округ Вашингтон (енгл. Washington County) је округ у америчкој савезној држави Џорџија.

## Демографија
По попису из 2010. године број становника је 21.187, што је 11 (0,1%) становника више него 2000. године.
| Група             | 2000.          | 2010.          |
| Белци             | 9.620 (45,4%)  | 9.339 (44,1%)  |
| Афроамериканци    | 11.265 (53,2%) | 11.173 (52,7%) |
| Азијати           | 56 (0,3%)      | 104 (0,5%)     |
| Хиспаноамериканци | 134 (0,6%)     | 407 (1,9%)     |
| Укупно            | 21.176         | 21.187         |